# C&P Immobilien
Die C&P Immobilien AG ist ein 2006 gegründeter Immobilienentwickler mit Sitz in Graz. Der Fokus von C&P Immobilien liegt dabei auf Österreich, mit mehreren Projekten in Wien, Graz und Klagenfurt, sowie einigen Bauprojekten in Deutschland und Kroatien.

## Geschichte
Das Unternehmen wurde 2006 von Markus Ritter und Thomas Schober als C&P Consulting in Unterpremstätten in der Steiermark gegründet. Es beschäftigte sich vor allem mit Anlegerimmobilien, Finanzierungen sowie verschiedenen Investments. 2007 eröffnete das Unternehmen einen zweiten Standort in Wien. Im Folgejahr wurde die GmbH in eine AG umgewandelt, die beiden Gründer wurden damit zu den jüngsten Vorständen einer operativ tätigen Aktiengesellschaft in Österreich.
Der erste eigene Neubau wurde 2009 fertiggestellt. Im Jahr 2011 realisierte das Unternehmen mit dem Projekt Blue Ship One in Graz-Jakomini das größte Anlegerprojekt seiner Firmengeschichte. Das Unternehmen baute mit der Übernahme der SRS Management GmbH (heutige C&P Management GmbH) als Hausverwaltung die Mitarbeiterzahl im Jahr 2015 aus. Durch den neuen Unternehmensstandort in Berlin begann im selben Jahr auch die Expansion in den deutschen Markt. 2011 wurde C&P Immobilien österreichischer Marktführer im Bereich Anlegerimmobilien.
Das erstmalige Erreichen eines Jahresumsatzes von über 50 Millionen Euro und die Etablierung in der deutschen Bundeshauptstadt Berlin kennzeichneten das Geschäftsjahr 2013. Ebenso waren alle Wohnungen, die 2013 fertiggestellt wurden, entweder verkauft oder vermietet. Im Geschäftsjahr 2015 konnte C&P Immobilien mit 60 Millionen Euro Verkaufsumsatz ihr bis zu diesem Zeitpunkt bestes Ergebnis erzielen. Des Weiteren wurde Ende Jänner 2015 die zweitausendste Anlegerwohnung verkauft.
2016 erzielte das Unternehmen einen Verkaufsumsatz von 120 Millionen Euro. Im selben Jahr fand auch der Baustart für das Brauquartier Puntigam statt. Beheizt wird das Brauquartier mit Abwärme, die im Gärprozess der benachbarten Puntigamer Brauerei entsteht. Dieses Gärwärmesystem ist das erste seiner Art in Europa.
Im Geschäftsjahr 2017 bilanzierte die C&P Immobilien AG einen Verkaufsumsatz von rund 115 Millionen Euro und 670 verkauften Wohnungen in Deutschland, Österreich und Kroatien. Die durchschnittliche Leerstandsquote lag bei 0,77 Prozent. Der Umfang an geplanten Projekten betrug damals 4.600 bereits akquirierte Wohneinheiten, ein Gesamtinvestitionsvolumen von rund 750 Millionen Euro umfassend.
Die neue Firmenzentrale im Brauquartier Puntigam wurde 2018 eröffnet. Das Bürogebäude erhielt zahlreiche Preise für seinen innovativen Charakter.
2019 konnte das Unternehmen 873 Einheiten mit einem Entwicklungs- und Verkaufsvolumen von 163 Millionen Euro am Markt platzieren und verzeichnete geplante Projekte in einem Volumen von etwa 1,2 Milliarden Euro.
2021 konnte man mit 892 Einheiten 265 Millionen Euro Umsatz generieren.